# Smyslov
Smyslov (německy Smislow) je malá vesnice, část města Tábor ve stejnojmenném okrese v Jihočeském kraji. Leží čtyři kilometry vzdušnou čarou východně od centra Tábora. Příjezdová komunikace je ze silnice II/137 z místní části Záluží, od kterého Smyslov leží asi jeden kilometr jihovýchodním směrem. Asi jeden kilometr východně od vesnice zastávka Smyslov na Železniční trati Tábor – Horní Cerekev.

## Historie
První písemná zmínka o vesnici pochází z roku 1384.
Vesnice se původně jmenovala Zmyslov a první zmínka o ní pochází již z 20. ledna 1421, kdy král Zikmund uděluje jistému Petrovi ze Zmyslova šlechtický erb: Dvě ptačí křídla položená křížem.[zdroj?] V roce 1464 v obci kupuje několik usedlostí Přibík z Dobronic. V 16. století obec zpustla a v roce 1534 jí koupilo, od táborského měšťana Václava Jiříka, město Tábor. Teprve poté se vesnice uvádí v obou tvarech „Zmyslov“ i „Smyslov“. Pojmenování „Smyslov“ se na trvalo uchytilo až v 19. století.

### Starousedlá nižší šlechta
V 16. století zde žili svobodníci, z nichž Jan Starší Lhotka, Jiří Záleský, Jan a Bohuslav Lhotka obdrželi roku 1537 erbovní list, aby se mohl psát „ze Smyslova“. Erb: Štít napříč rozdělený, vrchní polovice bílá, ve spodní červené tři zelené vršky, v nichž stojí borovice vzhůru až do vrchu štítu, přes kteréžto vršky mimo borovice vyskakuje zajíc, přikryvadla bílá a červená, v klenotu bílé pštrosí péro vzhůru stojící. Jeho potomci, Lhotkové ze Smyslova, žili v místě ještě koncem 19. století, kdy rod vymřel po meči.
Jiné svobodnické statky byly v držení od roku 1532 Janem a Jakubem Zmyslovskými z Radvanova. 1589 získal statky Jiří Opršál z Jetřichovic a Bohuslav Mazaný ze Slavětína. Zřejmě se jedná o příbuzenstvo rodiny Zmyslovských.
Počátkem 17. století koupil ves se dvěma poplužnými dvory Kuneš Dvořecký z Olbramovic a staví v obci tvrz. Třetí dvůr kupuje Jindřich Sádlo z Vrážného sídlem na Liderovicích. Oba se zúčastnili odboje proti císaři a byli po bitvě na Bílé Hoře 1620 odsouzeni „hrdlem a ctí“. Odvolali se, císař hrdelní rozsudek zrušil a potvrdil pouze ztrátu veškerého majetku.

### Starousedlí sedláci
Rodina Novotných (1684), Nouskových (1696), Kroužků (1701), Tomečků (1704), Černohorských (1706) a Bílých (1711).

## Obyvatelstvo
| Rok            | 1869 | 1880 | 1890 | 1900 | 1910 | 1921 | 1930 | 1950 | 1961 | 1970 | 1980 | 1991 | 2001 | 2011 | 2021 |
| -------------- | ---- | ---- | ---- | ---- | ---- | ---- | ---- | ---- | ---- | ---- | ---- | ---- | ---- | ---- | ---- |
| Počet obyvatel | 106  | 101  | 119  | 128  | 121  | 103  | 104  | 79   | 77   | 68   | 59   | 36   | 37   | 57   | 58   |
| Počet domů     | 13   | 13   | 15   | 16   | 16   | 17   | 18   | 19   | 19   | 16   | 17   | 20   | 19   | 20   | 20   |

## Obecní správa
Při sčítání lidu v letech 1850–1920 Smyslov byl osadou obce Dobronice u Chýnova v okrese Tábor. V letech 1921–1960 byl samostatnou obcí v okrese Tábor. V letech 1961–1971 byl částí obce Měšice v okrese Tábor. Od 26. listopadu 1971 je částí města Tábor ve stejnojmenném okrese, kdy se konaly městské volby.

## Pamětihodnosti
- Kaple na návsi
- Pamětní deska na domě čp. 9 věnovaná vojínům padlým v první světové válce
- Jižně od Smyslova je rekreační oblast Knížecí rybník.

## Galerie

Smyslov
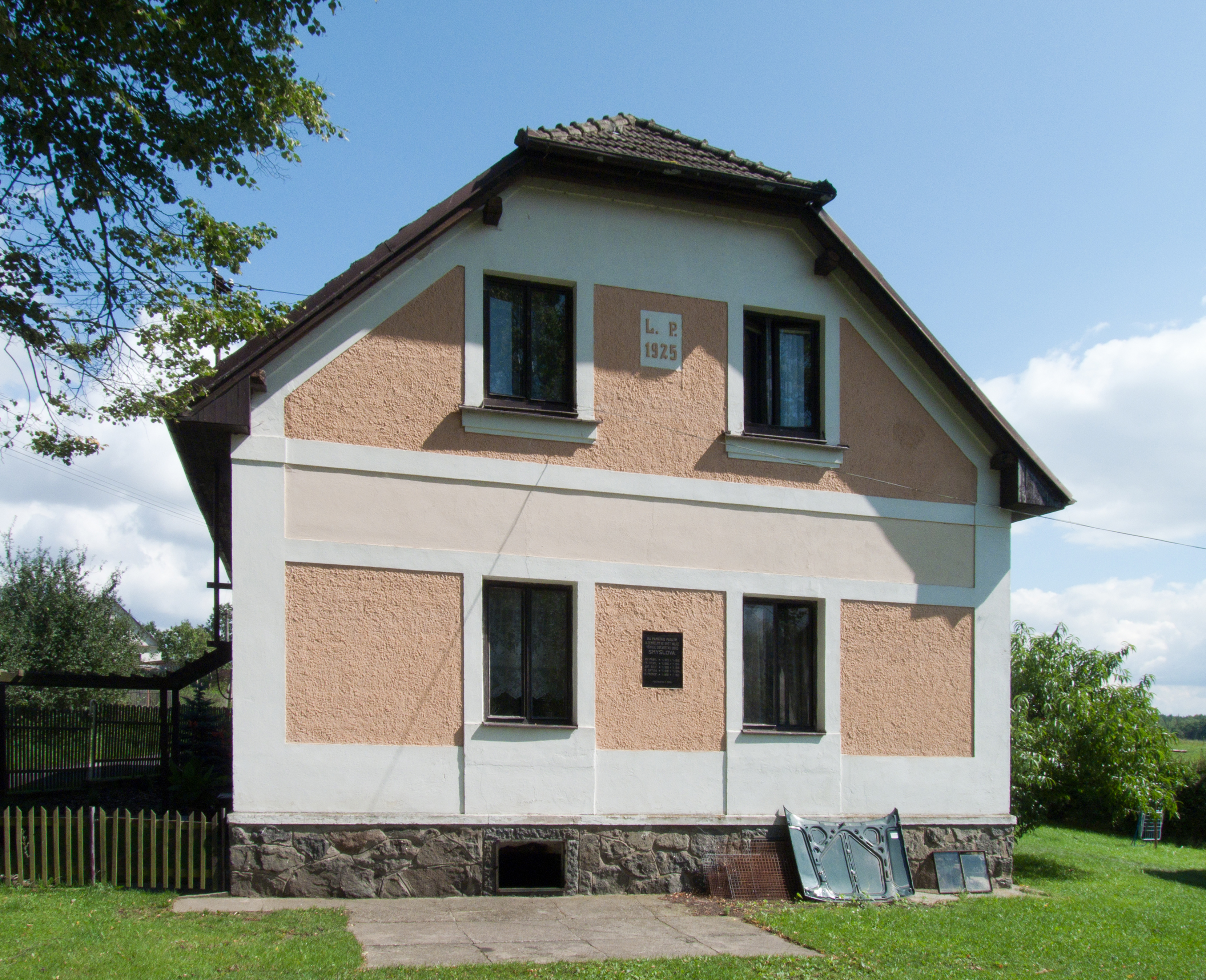
Dům čp. 9
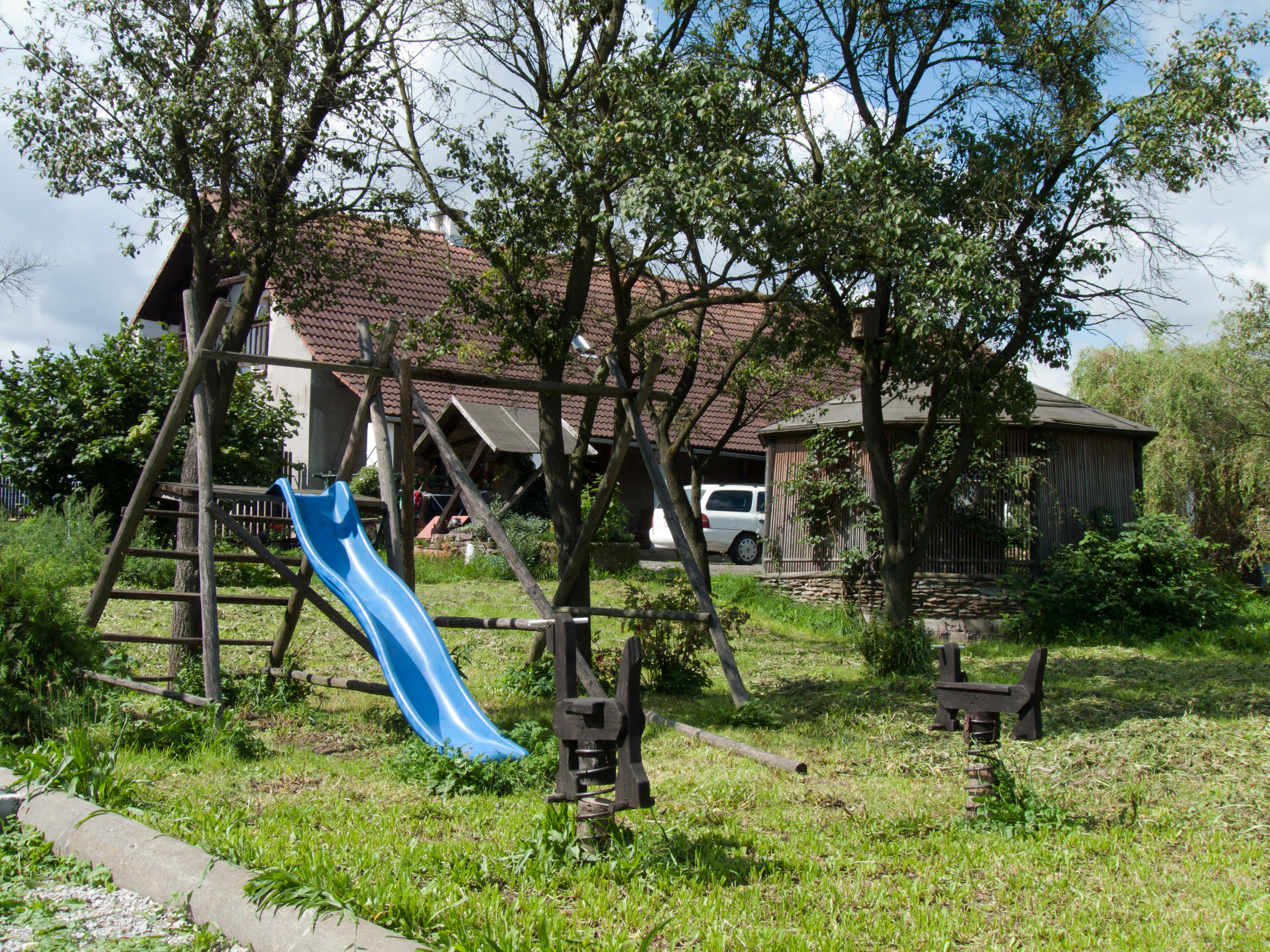
Dětské hřiště
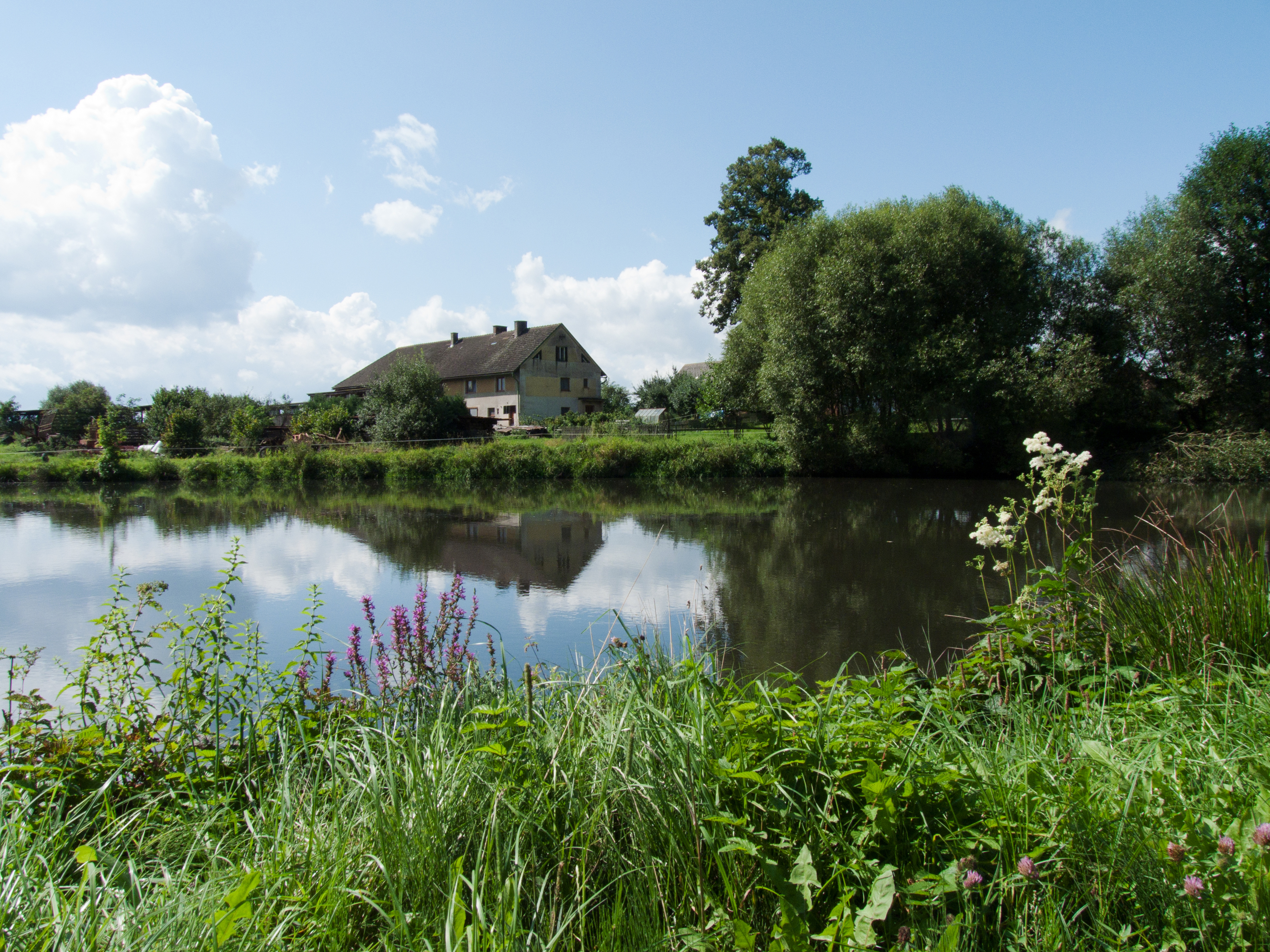
Podvesní rybník
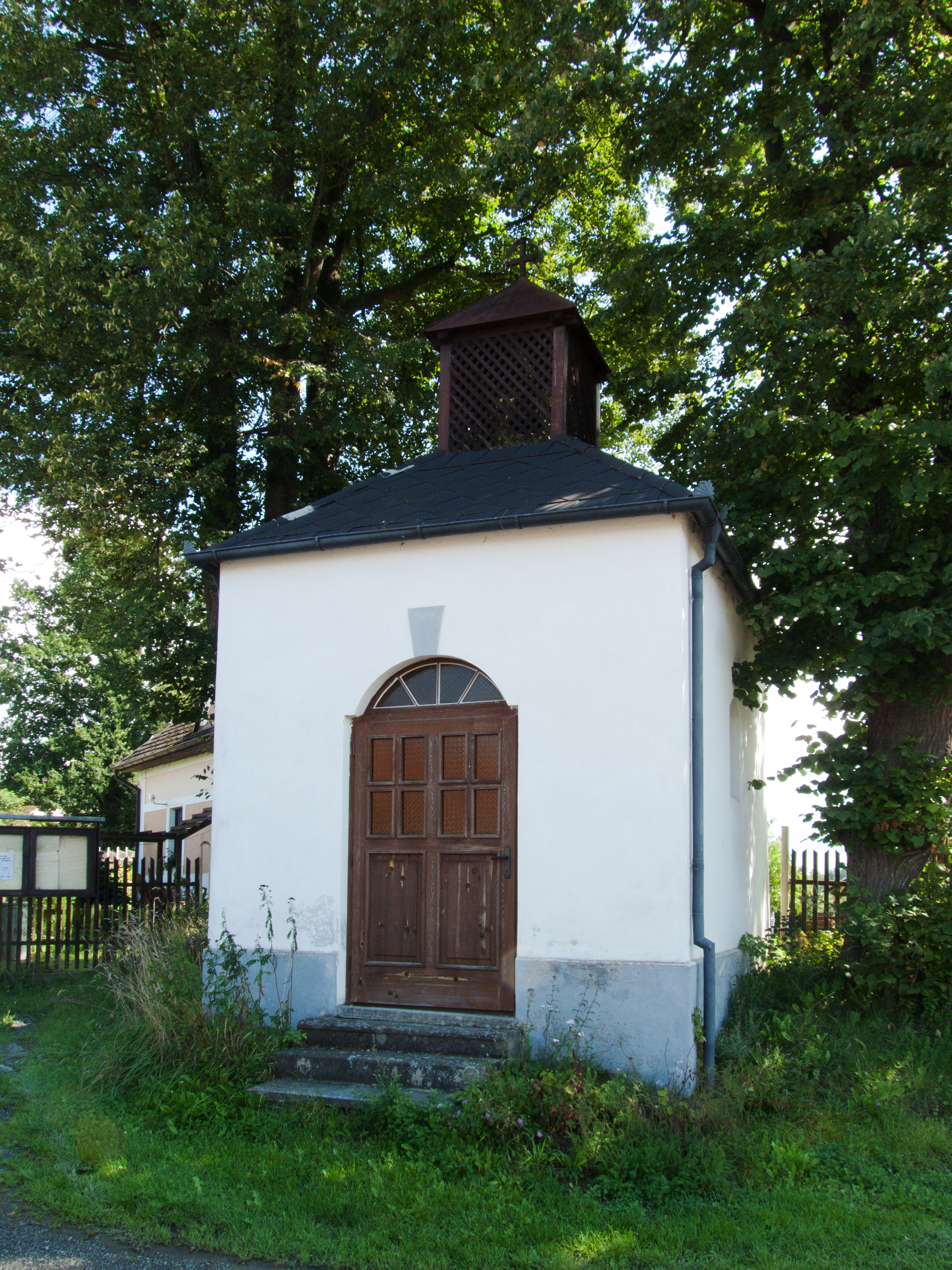
Kaple
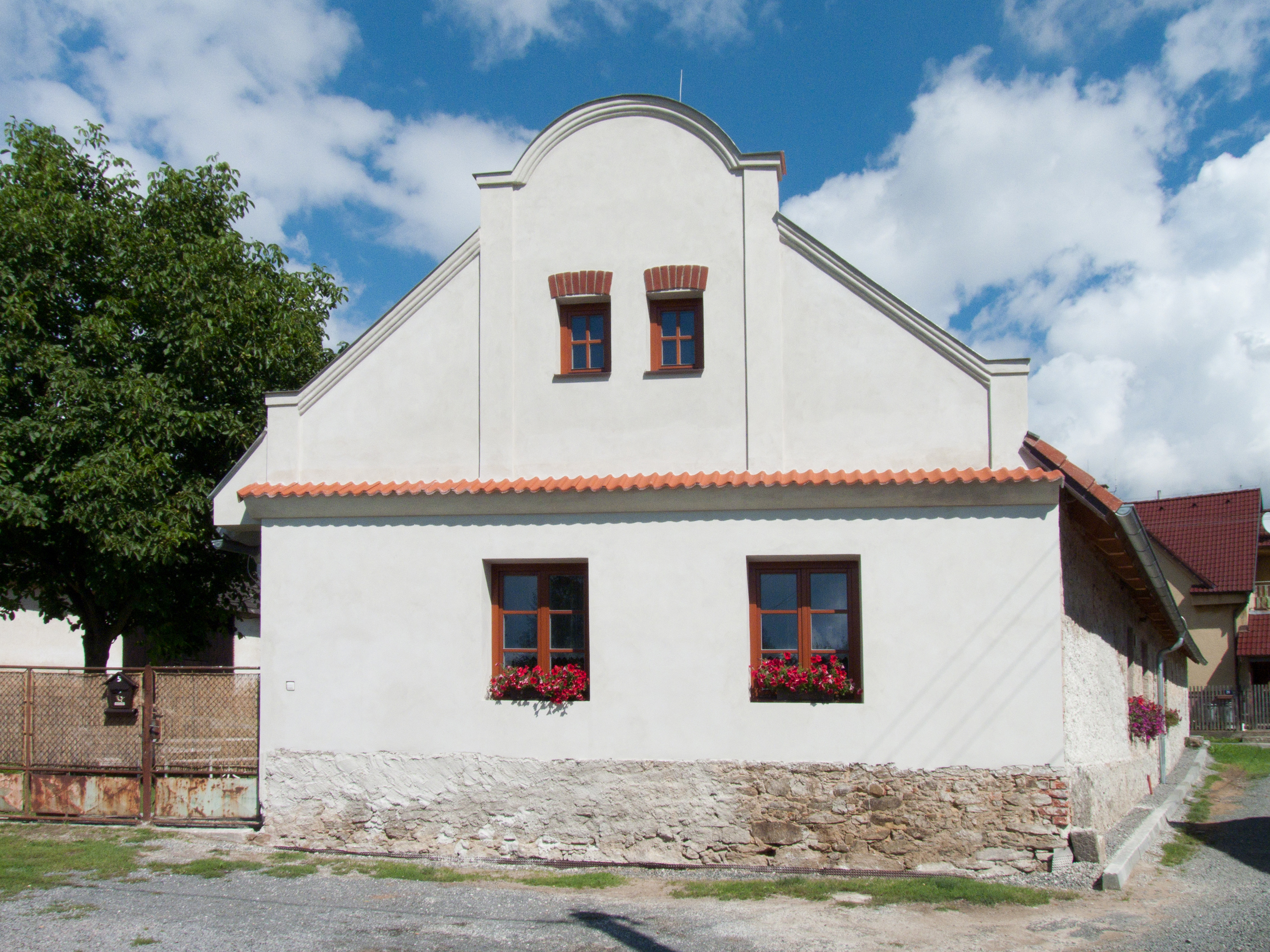
Dúm čp. 5